# 宇野峰雪
宇野 峰雪（うの みねゆき、男性）は、日本の弁護士である。1979年度に神奈川県弁護士会副会長を務めた。後に法務大臣（第83・84代）を務める千葉景子が初就職した弁護士事務所のボス弁であった。神奈川平和運動センター代表。

## 経歴
- 1939年 新潟県生まれ
- 1962年神奈川大学法学部卒業
- 1964年 弁護士登録。
- 1975年 神奈川総合法律事務所を設立
- 1996年から神奈川平和運動センター代表

## 活動・主張
- 米軍の日本駐留に反対している。2007年3月17日には神奈川県の座間市で、「いらない！第１軍団　異議あり！米軍再編法　相模原と座間を結ぶ３／１７市民行動」を主催[1]。

## 人物
- 千葉景子は「裁判所で変な弁護士がうろうろしているのを見かけて奇異に感じたことがありました｡腰 に手ぬぐいを下げたような格好をした弁護士です｡頭ももじゃもじゃとしていて、一体どこの誰だろうと思っていたところ、神大の出身で宇野峰雪氏でした｡ 私も後にその事務所の一員 となった」と語っている[2]。